# Vaccinium obatapaquiniorum
Vaccinium obatapaquiniorum är en ljungväxtart som beskrevs av H. Takeuchi. Vaccinium obatapaquiniorum ingår i Blåbärssläktet, och familjen ljungväxter. Inga underarter finns listade i Catalogue of Life.